# Хвилі гасять вітер (роман)
«Хвилі гасять вітер» (рос. Волны гасят ветер) — фантастичний детектив братів Стругацьких, продовженням роману «Жук у мурашнику». Заключний роман Світу Полудня. Завершує трилогію про Максима Каммерера.
Твір написаний у вигляді спогадів Максима Каммерера — співробітника КОМКОН-2 (комісії контролю наукових досягнень). Розслідування загадкових та нез'ясовних подій на Землі та у Космосі групою під його керівництвом призводить до «Великого Одкровення». Суть його у тому що у процесі еволюції незначна частина людства еволюціонувала у Люденів. Саме діяльність цієї надраси, її етика, методи та дії щодо іншої частини людства і складають основну проблематику роману.

## Сюжет
Максим Каммерер у віці 89-и років згадує в мемуарах своє життя, до чого його спонукає лист Майї Глумової. Вона просить з'ясувати справжні імена авторів «П'яти біографій століття». Максим лише знаходить відомості, що ті були співробітниками групи «Людени» Інституту дослідження космічної історії. Це спонукає його розповісти людям про його стосунок до подій «Великого Одкровення» кілька десятків років тому.
На початку 2190-х років, Каммерер працював у КОМКОН-2 начальником одного з відділів надзвичайних подій. У функції цих відділів входить дослідження будь-яких потенційно небезпечних явищ. Після надзвичайної події на планеті Тисса, де екіпаж корабля раптом став вважати наче всі люди, крім них, загинули, а потім був врятований особою в білому, Каммерер піднімає проблему прогресорства цивілізації Мандрівників серед людей. Максим знаходить схвалення у свого безпосереднього начальника Атоса-Сидорова і отримує можливість зібрати групу розслідування під кодовою назвою «Візит старої дами». Воно покликане виявити можливу прогресорську діяльність на Землі й Периферії.
Після вбивства потенційного агента Мандрівників Льва Абалкіна з'явився термін «синдром Сікорські» — «неконтрольований страх перед втручанням Мандрівників у життя земного людства». Це спонукало до припинення розмов про можливість прогресорства інших цивілізацій на Землі. Каммерер зазнає невдачі у розслідуванні. Єдиним, хто всерйоз його сприйняв, стає історик науки, борець з приховуванням будь-яких результатів наукових досліджень Айзек Бромберг, котрий запропонував «Меморандум Бромберга». Сенс  його полягає в тому, що людство буде розділене Мандрівниками на дві нерівні частини за відомими їм одним параметрами. Менша частина під впливом прогресторства чужопланетян випередить в розвитку звичайне людство. Максим на основі цього шукає випадки, які можна трактувати як відбір Мандрівниками людей для своїх планів.
Одним із співробітників, що почали роботу над цією ж темою, стає Тойво Глумов, колишній прогресор, котрий покинув прогресорство, щоб стати «мисливцем за прогресорами». В своїх розслідуваннях він виділяє «фукаміфобію» — недавнє поширення відмов від процедури фукамізації (посилення організму), «синдром пінгвіна» — захворювання, що виражається в дивних снах після прольоту конкретних регіонів космосу, які одні вважають страшними, а меншість приємними, і появі в селищі Мала Пеша невідомих істот, яких одні люди панічно бояться, а інші відчувають до них жалість.
За цим дослідженням вдалося скласти список персоналій, і вислати агентів. Підозри падають на Александра Джонатана Флемінга, спеціаліста з конструювання живих організмів, кількох жителів Малої Пеші, директора «Інституту диваків» Логовенка і начебто дослідника чужопланетян Альберта Тууля.
Розслідування приводить Максима і Глумова в дослідницький центр «Інституту диваків», де всі ці випадки реєструються і вивчаються. До того ж всі відвідувачі повинні пройти процедуру тестування на «дивакуватість». Каммерер впевнюється у наявності агентури Мандрівників на Землі.
Директор Інституту Логовенко розповідає співробітникам КОМКОН-2, що насправді вони стикалися не з агентами Мандрівників, а з новим видом людини. Вчені Інституту відкрили в мозку людини «третю імпульсну» систему, у більшості відсутню, а у небагатьох, що володіють нею — неактивну. Активізація «третьої імпульсної» перетворює людину на Людена — істоту з надлюдським можливостями та іншим типом мислення. Після перетворення більшість Люденів швидко втрачає колишні прив'язаності, оскільки не сприймає звичайних людей як рівних партнерів по спілкуванню. Намагаючись створити власне суспільство, Людени почали таємний відбір людей з «третьою імпульсною» системою, вивчаючи реакцію на різні явища.
Глумов вважає Люденів продуктом Мандрівників, які вторгаються в людське суспільство. Після відвідин інституту у Глумова виявляється «зубець-Т на ментограмі», що показує наявність «третьої імпульсної» системи. Глумова сприймають за агента Мандрівників, що дезінформував КОМКОН-2. Він вирішує приєднатися до Люденів, зважаючи на їхні можливості. Згодом він присилає Максиму повідомлення про існування 432-х Люденів у цей час. Скоро колишній співробітник втрачає інтерес до людей, з якими він був пов'язаний, і перестає давати про себе знати.
Оприлюднення факту існування Люденів отримує назву «Велике Одкровення». Максим завершує мемуари словами про те, що сказав Майї Глумовій, матері Тойво, усе, що мав сказати.